# КМФ Врање
КМФ Врање је српски клуб малог фудбала из Врања. Клуб се тренутно такмичи у Првој футсал лиги Србије, првом рангу такмичења.

## Историја клуба
Клуб је основан 2000. године у част покојном другару од стране заљубљеника у футсал. Прво име клуба, које се одржало до сезоне 2010/2011, било је КМФ „Рушче“. Од оснивања су успешно наступали на многим турнирима, чекајући прави тренутак за регистрацију професионалног клуба малог фудбала.
2005. године су се стекли услови, како организациони тако и финансијски, да се клуб званично региструје и пријави за такмичење у Фудбалском Савезу Србије.
Клуб је кренуо од најнижег ранга такмичења, стрпљиво градећи јаку структуру. У сезони 2007/2008, тадашње  Рушче  је заузело друго место у Другој лиги Исток, да би касније кроз плеј-оф, заузевши друго место, обезбедили учешће у најелитнијем рангу.
Тако је од сезоне 2008/2009 тим стални члан Прве Лиге Србије у футсалу. Увек неугодни противници, чак и за наше највеће клубове малог фудбала, Врањанци су на крају Првенстава увек заузимали место у средини табеле. Највећи успех је остварен у сезони 2009/2010 када је освојено 5. место.
У сезони 2010/2011 клуб мења име у КМФ Врање, и бележи нове успехе. У првенству је освојено 8. место са 36 бодова (11 победа, 3 ремија, 12 пораза и гол разлику +25). Оно што је свакако много битније, Клуб је играо финале Купа Србије, где је поражен од КМФ Марбо Интермецо. Претходно је у полуфиналу остварена једна од најбитнијих победа у историји клуба. Направљено је огромно изненађење, избачена је екипа Економца из Крагујевца, шта само говори о потенцијалу који поседује КМФ Врање.
Клуб има своју омладинску школу. У сезону 2011/2012 клуб улази са подмлађеним тимом, али су и даље ту старији играчи који ће својим искуством покушати да што више да помогну. 
миљан ђорђевић

## Резултати

### Национална такмичења
- Првенство Србије:

2010/11 (8. место), 2011/12 (7), 2012/13 (8), 2013/14 (8), 2014/15 (9)
- Куп Србије:
  - Финалиста (1): 2010/11